# 雪枫烈士陵园
雪枫烈土陵园，位于江苏省淮安市洪泽县半城，是中华人民共和国江苏省文物保护单位之一。
1982年3月25日，授予江苏省文物保护单位，是一座近现代历史遗迹及革命纪念建筑物。